# Jonathan Lee
Jonathan Lee Zong Sheng (cinese: 李宗盛; pinyin: Lǐ Zōngshèng; Taipei, 19 luglio 1958) è un cantante, compositore e produttore discografico taiwanese.
Tra la metà degli anni '80 e tutti gli anni '90 ha scritto e composto canzoni per diversi artisti facenti parte della schiera dell'etichetta discografica Rock Records. Tra questi figurano Angus Tung, Sarah Chen, Sandy Lam (sua futura moglie, da cui ha divorziato nel 2004), Sylvia Chang, Winnie Hsin, Tarcy Su, Jeff Chang, Jackie Chan, Chao Chuan e Wakin Chau.

## Contributi per altri artisti
- Chao Chuan: I Am a Little Bird, How to Say I Love You, I Am So Confused
- Jackie Chan: A Vigorous Aspiration in My Mind, How Come
- Jeff Chang: Love Tidal Wave, I Do Love You
- Sarah Chen: Walk Your Own Way, Dream to Awakening, Is it Right to Love You, So Transparent Is My Heart (duetto con Jackie Chan), Questions About Love, Love in Progress
- Sandy Lam: Bygone Love, Scars, I Suffered for You, Dark Night
- Sylvia Chang: Busy and Blind, The Price of Love
- Tarcy Su: Every Day in My Life (duetto con Jackie Chan), I Live Alone
- Wakin Chau: You Make Me Happy and Sad
- Winnie Hsin: Understanding, It's Not All My Fault to Love Him